# 袁鵬圖
袁鵬圖（？—？），浙江省台州府天臺縣人，清朝政治人物、同進士出身。

## 生平
光緒六年（1880年），参加庚辰科殿試，登進士三甲第4名。同年五月，改翰林院庶吉士。光緒九年四月，散館，著以知县即用。